# Neira Ortiz
Neira Ortiz Ruiz (San Juan, 6 luglio 1993) è una pallavolista portoricana, centrale delle Cangrejeras de Santurce.

## Biografia
Figlia dell'ex cestista Piculín Ortiz e di Andrenira Ruiz, Miss Porto Rico 1981 e concorrente di Miss Mondo nello stesso anno, nasce a San Juan. Si diploma alla Cupeyville School e in seguito studia lingue alla University of Colorado at Boulder.

## Carriera

### Club
La carriera di Neira Ortiz inizia a livello scolastico con la Cupeyville School di San Juan. Per motivi di studio si trasferisce negli Stati Uniti d'America, dove partecipa alla Division I NCAA con la Colorado dal 2011 al 2014. Dopo un'annata di inattività, nella stagione 2016 firma il suo primo contratto professionistico, debuttando nella Liga de Voleibol Superior Femenino con le Capitalinas de San Juan, raggiungendo le finali scudetto; nella stagione seguente cambia ruolo, giocando come centrale, venendo inoltre premiata come rising star e inserita nello All-Star Team del torneo.
Nella stagione 2017-18 firma con l'Alianza Lima nella Liga Nacional Superior de Voleibol peruviana. Torna quindi in campo nella Liga de Voleibol Superior Femenino 2019, ingaggiata dalle Polluelas de Aibonito, venendo inserita nello All-Star Team del torneo. Nel campionato 2019-20 approda in Germania, dove difende i colori del Vilsbiburg, in 1. Bundesliga, mentre nel campionato seguente si accasa al Nyíregyháza, nella Nemzeti Bajnokság I ungherese.
Rientra in patria per disputare la Liga de Voleibol Superior Femenino 2021 con le neonate Sanjuaneras de la Capital, venendo premiata come rising star del torneo. Nella stagione 2021-22 viene ingaggiata nella Divizia A1 rumena dalla formazione del Târgoviște: al termine degli impegni nel vecchio continente è ancora di scena in patria, partecipando alla Liga de Voleibol Superior Femenino 2022 con le Criollas de Caguas e venendo inserita nello All-Star Team del torneo. 
Nell'annata 2022-23 è di scena in Polonia, partecipando alla Liga Siatkówki Kobiet con il Legionovia: lascia anzitempo l'Europa, a causa dei problemi economici del club, andando a disputare la Liga de Voleibol Superior Femenino 2023 con la franchigia di San Juan, ora denominata Cangrejeras de Santurce, vincendo uno scudetto e venendo nuovamente inserita nello All-Star Team.

### Nazionale
Fa parte anche delle selezioni giovanili portoricane, premiata inoltre come miglior muro al campionato nordamericano Under-18 2008.
Nel 2014 fa inoltre il suo debutto nella nazionale portoricana maggiore, vincendo la medaglia di bronzo alla Coppa panamericana. Conquista un altro bronzo nel 2018 ai XXIII Giochi centramericani e caraibici, a cui fa seguito la medaglia d'argento al campionato nordamericano 2021 (dopo il premio come miglior centrale nell'edizione precedente) e l'ennesimo bronzo prima alla Volleyball Challenger Cup 2022 e poi alla NORCECA Final Six 2022, ancora insignita del premio come miglior centrale. 
Nel 2023 conquista l'oro alla NORCECA Final Four, seguito dall'argento ai XXIV Giochi centramericani e caraibici e alla Coppa panamericana, mentre viene premiata come miglior centrale ai XIX Giochi panamericani. Un anno dopo bissa l'oro alla NORCECA Final Four, venendo poi premiata come miglior centrale alla NORCECA Final Six, e mette al collo l'argento alla Volleyball Challenger Cup.
Nel 2025 mette al collo la medaglia d'oro alla NORCECA Final Four, accompagnata dal riconoscimento come miglior centrale del torneo, e poi il bronzo alla Coppa panamericana.

## Palmarès

### Club
- Campionato portoricano: 1

2024

### Nazionale (competizioni minori)
- Coppa panamericana 2014
- Giochi centramericani e caraibici 2018
- Volleyball Challenger Cup 2022
- NORCECA Final Six 2022
- NORCECA Final Four 2023
- Giochi centramericani e caraibici 2023
- Coppa panamericana 2023
- NORCECA Final Four 2024
- Volleyball Challenger Cup 2024
- NORCECA Final Four 2025
- Coppa panamericana 2025

### Premi individuali
- 2008 - Campionato nordamericano Under-18: Miglior muro
- 2017 - Liga de Voleibol Superior Femenino: Rising star
- 2017 - Liga de Voleibol Superior Femenino: All-Star Team
- 2019 - Liga de Voleibol Superior Femenino: All-Star Team
- 2019 - Qualificazioni ai XVIII Giochi panamericani: Miglior centrale
- 2019 - Qualificazioni alla Volleyball Challenger Cup: Miglior centrale
- 2019 - Campionato nordamericano: Miglior centrale
- 2021 - Liga de Voleibol Superior Femenino: Rising star
- 2022 - Liga de Voleibol Superior Femenino: All-Star Team
- 2022 - NORCECA Final Six: Miglior centrale
- 2023 - Campionato nordamericano: Miglior centrale
- 2023 - Liga de Voleibol Superior Femenino: All-Star Team
- 2023 - XIX Giochi panamericani: Miglior centrale
- 2024 - NORCECA Final Six: Miglior centrale
- 2025 - NORCECA Final Four: Miglior centrale